# Yulianne Rodríguez
Yulianne Rodríguez Cruz (L'Avana, 12 agosto 1982) è un'ex cestista cubana.

## Carriera
Con Cuba ha disputato i Campionati mondiali del 2006 e i Campionati americani del 2007.